# Ryszard Drewniak
Ryszard Władysław Drewniak (ur. 25 września 1952 w Micharzewie k. Wągrowca) – absolwent Liceum Ogólnokształcącego w Strzelcach Krajeńskich (1975), z zawodu wiertacz naftowy, działacz związkowy i społeczny.

## Życiorys
W latach 70. pracował w przedsiębiorstwach budowlanych i rolniczych.
W sierpniu 1980 uczestniczył w strajku w KPGR Banie, a od września 1980 współpracował z NSZZ „Solidarność”. Był przewodniczącym Komitetu Założycielskiego, Komitetu zakładowego Pracowników KPGR Banie, Sekcji Rolnej w Zarządzie Regionu Pomorza Zachodniego oraz pracownikiem Biura Interwencji. W latach 1980–1981 współzałożycielem niezależnego pisma „Biuletyn Rolny” (nakład 1000 egz.). W grudniu 1980 współorganizował Zjazd Krajowej Sekcji Rolnej i Obsługi Rolnictwa. W 1981 był sygnatariuszem porozumienia z Ministrem Rolnictwa w sprawie układu zbiorowego.
Po wprowadzeniu stanu wojennego w dniach 13–15 grudnia 1981 uczestniczył w Komitecie Strajkowym w Stoczni Szczecińskiej im. Adolfa Warskiego. Był odpowiedzialny za noclegi, wyżywienie i negocjacje. Po pacyfikacji strajku został aresztowany, przetrzymywany w areszcie śledczym w Szczecinie, Inowrocławiu oraz Bydgoszczy. W marcu 1982 został skazany w trybie doraźnym w tzw. procesie jedenastu przez Sąd Pomorskiego Okręgu Wojskowego w Bydgoszczy na 1,5 roku więzienia. Po apelacji prokuratorskiej Sąd Najwyższy – Izba Wojskowa w Warszawie – zmienił wyrok na 2 lata i 6 miesięcy pozbawienia wolności. Karę odbywał w zakładach karnych w Koronowie i Potulicach. W wyniku amnestii w sierpniu 1983, został zwolniony. W latach 1983–1984 był kolporterem wydawnictw podziemnych w różnych środowiskach. W kwietniu 1984 został skazany przez Kolegium ds. Wykroczeń na wysoką grzywnę. W latach 1982–1986 był rozpracowywany przez wydział czwarty oraz piąty WUSW Szczecin pod kryptonimem "Osiłek" oraz "Pirania".
Po roku 1984 zamieszkał czasowo w Szwecji, gdzie organizował pomoc finansową, lekarstwa oraz materiały drukarskie na potrzeby podziemnej „Solidarność” w kraju. Od 1989 zaangażowany w działalność społeczną w Strzelcach Krajeńskich.

## Odznaczenia
W związku z obchodami XXIX rocznicy Porozumień Sierpniowych, 2009, został odznaczony przez Lecha Kaczyńskiego Krzyżem Kawalerskim Orderu Odrodzenia Polski.
W roku 2011 został wyróżniony przez Gminę Strzelec Krajeńskich w kategorii kultura.
W roku 2016 został wyróżniony Nagrodą Roku Gminy Strzelec Krajeńskich w kategorii działalność społeczna.
15 listopada 2016 r. w Teatrze Lalek „Pleciuga” przy placu Teatralnym 1 w Szczecinie został odznaczony Krzyżem Wolności i Solidarności. Odznaczenie, nadane przez Prezydenta Rzeczypospolitej Polskiej, wręczył prezes Instytutu Pamięci Narodowej dr Jarosław Szarek.